# Суйнин (Сюйчжоу)
Суйни́н (кит. упр. 睢宁, пиньинь Suīníng) — уезд городского округа Сюйчжоу провинции Цзянсу (КНР).

## История
Уезд был создан во времена чжурчжэньской империи Цзинь в 1218 году.
Во времена империи Мин подчинялся властям Хуайаньской управы провинции Наньчжили. После маньчжурского завоевания Наньчжили была переименована в Цзяннань, а в 1660-х годах разделена на провинции Аньхой и Цзянсу; Хуайаньская управа перешла в подчинение властям провинции Цзянсу. В 1733 году была создана Сюйчжоуская управа, и уезд был передан в её подчинение. После Синьхайской революции в Китае была проведена реформа структуры административного деления, и в 1913 году управы были упразднены.
В годы второй мировой войны оказался в составе образованной марионеточными прояпонскими властями провинции Хуайхай.
После образования КНР уезд вошёл в состав Специального района Хуайинь (淮阴专区). В 1953 году был создан Специальный район Сюйчжоу (徐州专区), и уезд перешёл в его состав; при этом к нему был присоединён уезд Писянь. В 1956 году уезд Писянь был воссоздан.
В 1970 году Специальный район Сюйчжоу был переименован в Округ Сюйчжоу (徐州地区).
В 1983 году был расформирован Округ Сюйчжоу и образован городской округ Сюйчжоу, и уезд вошёл в его состав.

## Административное деление
Уезд делится на 16 посёлков.